# Déirdre de Búrca
Déirdre de Búrca (ur. 1963 w Loughlinstown) – irlandzka polityk, była członkini Seanad Éireann. Była rzeczniczka Partii Zielonych ds. europejskich.
Studiowała pedagogikę i psychologię. Pracowała jako psycholog, zajmując się rehabilitacją osób niepełnosprawnych. W wyborach samorządowych w 1999 roku wybrana do rady hrabstwa Wicklow. W 2004 uzyskała reelekcję do rady hrabstwa oraz mandat w radzie miejskiej Bray. Dwukrotnie kandydowała bez powodzenia do Dáil Éireann (w 2002 i 2007). Także w wyborach do PE w 2009 roku nie udało jej się zdobyć mandatu.
W latach 2007–2010 pełniła mandat senatora, mianowana przez Taoiseacha Bertiego Aherna 3 sierpnia 2007 w ramach porozumienia koalicyjnego Zielonych i Fianna Fáil. 16 lutego 2010 podała się do dymisji, rezygnując z mandatu senatora i z członkostwa w Zielonych. W liście do przewodniczącego partii Johna Gormleya napisała: "nie mogę dłużej popierać udziału Zielonych w koalicji rządowej, gdyż jestem przekonana, że stopniowo utraciliśmy nasze polityczne wartości i naszą czystość, stając się pod wieloma względami niczym więcej, jak przybudówką Fianna Fáil".